# Querceto (Montecatini Val di Cecina)
Querceto  è una frazione del comune  di Montecatini Val di Cecina, in provincia di Pisa in toscana. 

## Geografia fisica
Il borgo è situato alle pendici del Monte Aneo, su di uno sperone collinoso che domina la valle del Cecina e del suo affluente Sterza.

## Storia
Le più antiche fonti documentali risalgono alla fine del XIV secolo con la cessione dei diritti sul borgo all'abate di San Pietro in Palazzuolo di Monteverdi, da parte del Vescovo di Massa Marittima.
Nel 1208 il Castello di Querceto, insieme ad altri borghi della Valdicecina, viene ceduto al Comune di Volterra. La sua importanza era sia militare, riuscendo a fornire alla Città di Volterra fino a 600 armati, che economica. Nel sottosuolo di Querceto erano infatti presenti metalli come rame, argento e mercurio, nonché le “moie”, delle sorgenti di acqua salata. Per queste sue caratteristiche è stato, nel medioevo, teatro di numerosi eventi bellici, i più rilevanti dei quali sono i saccheggi subiti nel 1430 dalle truppe del duca di Milano, nel 1447 da parte di quelle di Alfonso d'Aragona.
Nel 1543 si insedia a Querceto la famiglia Lisci, che ne resterà proprietaria fino alla sua estinzione nel 1814, anno dell'acquisto, per via ereditaria da parte di Carlo Leopoldo Ginori. Oggi, castello e terreni, sono ancora di proprietà della famiglia Ginori-Lisci.

## Monumenti e luoghi d'interesse
Il castello è posto al centro del borgo, ed è stato oggetto, nel corso dei secoli, di numerose modifiche. L'aspetto attuale deriva dalle ristrutturazioni del 1907, che ha tentato, come dice una lapide, di riportarlo alle condizioni originarie. Oggi è sede di un'azienda vinicola.
La pieve di San Giovanni Battista è stata documentata per la prima volta nel 1231 ed ha la struttura esterna tipica della pieve romanica. L'interno è ad una navata che si allarga e si sdoppia in due navate nella parte terminale. Il coro è stato affrescato nel 1991 dal pittore fiorentino Luciano Guarnieri.

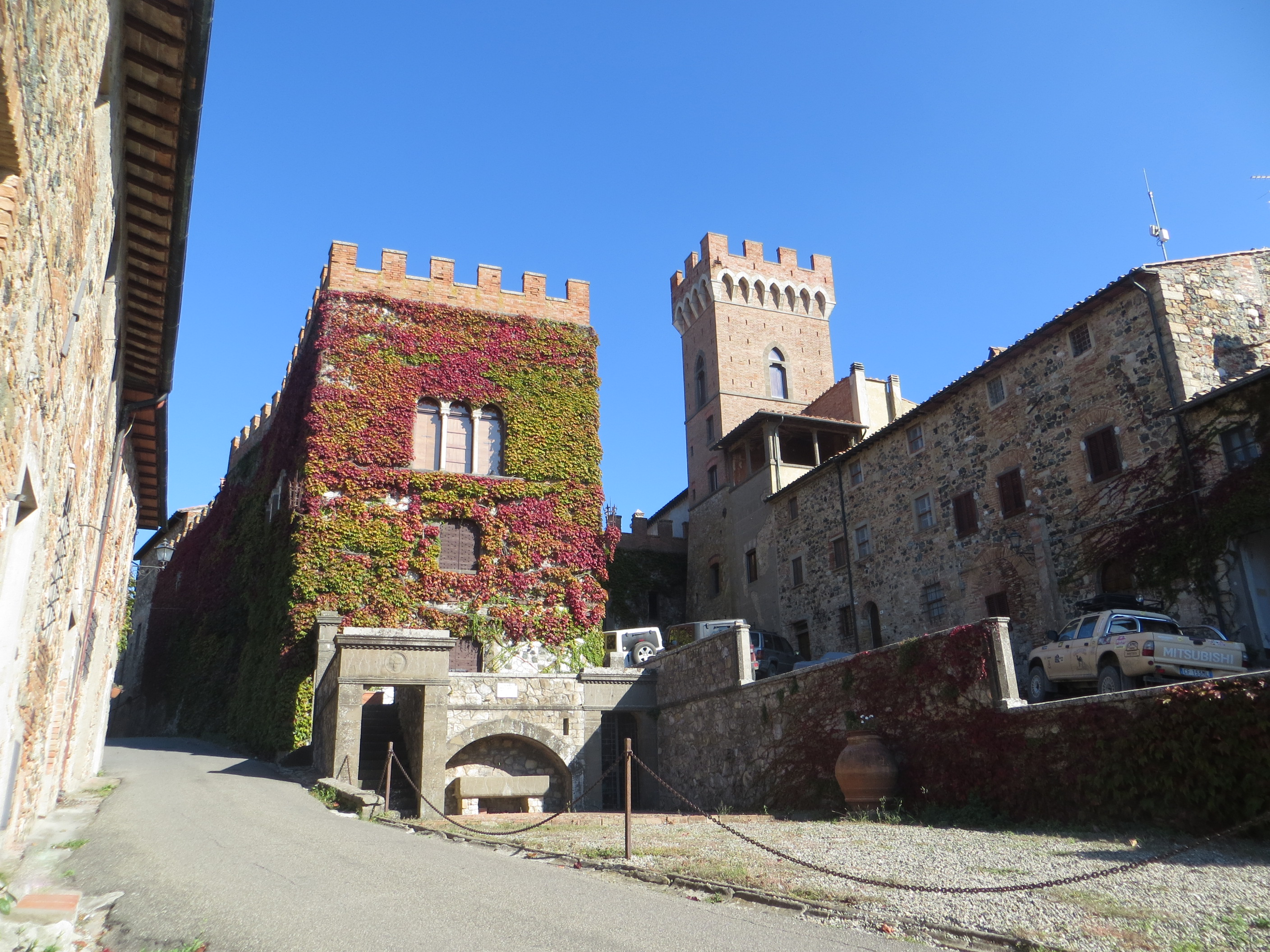
Querceto - Il castello
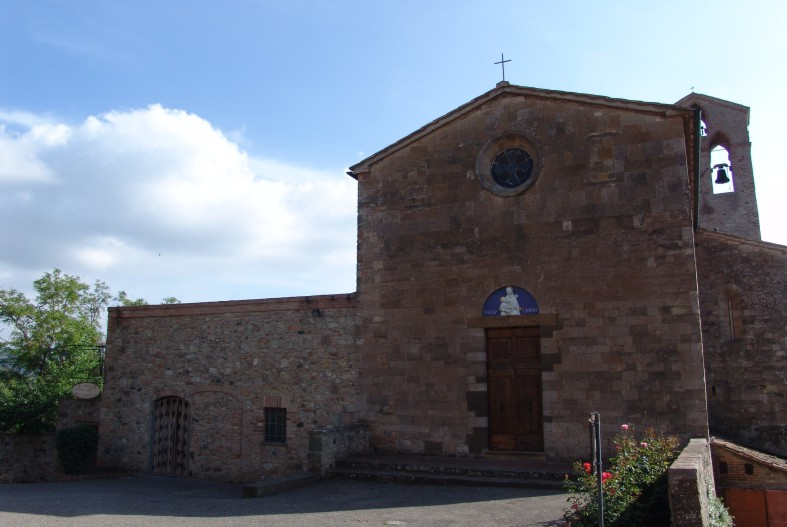
Querceto - Chiesa di San Giovanni Battista